# St. Mel’s Park
St. Mel’s Park – nieużywany stadion piłkarski w Athlone, w Irlandii. Powstał w latach 20. XX wieku. Do 2006 roku swoje spotkania rozgrywali na nim piłkarze klubu Athlone Town FC. Obiekt mógł pomieścić 5000 widzów.
Stadion powstał w latach 20. XX wieku. Gospodarzem obiektu był klub piłkarski Athlone Town FC, który w sezonach 1980/1981 i 1982/1983 sięgał po Mistrzostwo Irlandii, a w latach 1980, 1982 i 1983 także po Puchar Ligi. W sezonie 1975/1976 zespół występował w Pucharze UEFA, a w sezonach 1981/1982 i 1983/1984 w Pucharze Europy. Najbardziej zapamiętanym spotkaniem Athlone Town FC w europejskich pucharach jest mecz 2. rundy Pucharu UEFA, rozegrany na St. Mel’s Park 22 października 1975 roku ze słynnym A.C. Milan. Mecz z trybun oglądał nadkomplet publiczności, 9000 widzów, co jest rekordem frekwencji stadionu. Spotkanie zakończyło się remisem 0:0, choć w pierwszej połowie sędzia podyktował dla gospodarzy rzut karny. Strzał Johna Minnocka wybronił jednak Enrico Albertosi. W rewanżu na San Siro 3:0 wygrali Mediolańczycy, awansując do kolejnej rundy, chociaż do 63. minuty utrzymywał się jeszcze bezbramkowy remis. 10 listopada 2006 roku odbył się na St. Mel’s Park ostatni mecz ligowy, w którym gospodarze zremisowali z Monaghan United FC 2:2. Od 2007 roku Athlon Town FC swoje spotkania rozgrywa na swoim nowym obiekcie, Athlone Town Stadium. Stary stadion pozostał natomiast opuszczony i wyniszczał.